# Marquesado de Almonacir
El marquesado de Almonacir es un título nobiliario español concedido por el rey Felipe IV el 25 de octubre de 1626 a Antonio Ximénez de Urrea y Enríquez de Cabrera, señor del Val de Almonacir y virrey de Cerdeña.

## Marqueses de Almonacir
|                        | Titular                                             | Periodo                |
| Creación por Felipe IV | Creación por Felipe IV                              | Creación por Felipe IV |
| ---------------------- | --------------------------------------------------- | ---------------------- |
| I                      | Antonio Ximénez de Urrea y Enríquez de Cabrera      | 1626-1644              |
| II                     | María Ana Ximénez de Urrea y Enríquez               | 1644-¿?)               |
| III                    | Catalina de Alagón y Urrea                          | ¿?-1653                |
| IV                     | Pedro Homodei y Pacheco                             | 1653-¿?                |
| V                      | Carlos Manuel Homodei Lasso de la Vega y Pacheco    | ¿?-¿?                  |
| VI                     | Francisco Pío de Saboya y Moura                     | ¿?-1723                |
| VII                    | Gisberto Pío de Saboya y Spínola                    | 1723-1776              |
| VIII                   | Isabel María Pío de Saboya y Spínola                | 1776-1799              |
| IX                     | Antonio Valcárcel Pío de Saboya y Moura             | 1799-1808              |
| X                      | María de la Concepción Valcárcel y Pascual de Pobil | 1808-¿?                |
| XI                     | Juan Jacobo Falcó y Valcárcel                       | ¿?-1873                |
| XII                    | Manuel Falcó y D'Adda                               | 1873-1892              |
| XIII                   | Manuel Felipe Falcó y Osorio                        | 1909-1927              |
| XIV                    | Manuel Felipe Falcó y Álvarez de Toledo             | 1927-1936              |
| XV                     | Manuel Falcó y Anchorena                            | 1951-actual titular    |

## Historia de los marqueses de Almonacir
- Antonio Ximénez de Urrea y Enríquez de Cabrera (m. Zaragoza, 24 de octubre de 1644),[2] I marqués de Almonacir,[3] señor del Val de Almonacir y nombrado virrey de Cerdeña por el rey Felipe IV el 30 de enero de 1632.[4][5] Era hijo de Juan Ximénez de Urrea y Álvarez de Toledo, III conde de Aranda (1536-1578), y de su segunda esposa, Juana Enríquez de Cabrera y Mendoza, hija del II duque de Rioseco y VI almirante de Castilla.[6][7]

Casó con Francisca de Moncada, hija de Hugo de Moncada, hermano del II marqués de Aytona, y de Dionisia Queralt, hermana del I marqués de Santa Coloma. Sin descendencia, le sucedió su hermana.
- María Ana Ximénez de Urrea y Enríquez de Cabrera (baut. Zaragoza, 30 de diciembre de 1577-¿?),[7] II marquesa de Almonacir.[9]

Casó, el 6 de junio de 1602, en Zaragoza, con Gabriel de Alagón y Luna (m. Zaragoza, 27 de noviembre de 1603), IV conde de Sástago.  Le sucedió su hija:
- Catalina de Alagón y Urrea (m. 1653), III marquesa de Almonacir.[9]

Casó en primeras nupcias, el 12 de agosto de 1621, con su primo hermano Martín Artal de Aragón (también llamado Martín de Alagón y Pimentel), VII conde de Sástago y II marqués de Calanda, quien falleció en Madrid, el 8 de mayo de 1639, sin dejar descendencia. Contrajo un segundo matrimonio, siendo su segunda esposa, con Agustín de Homodei y Portugal (m. Madrid 1657). Sin descendencia.
Agustín Homodei y Portugal contrajo tres matrimonios. Casó en primeras nupcias con Leonor María Colón de Portugal, la primera y única marquesa de Villanueva del Ariscal. En segundas, casó con Catalina de Alagón y Urrea, III marquesa de Almonacir, y en terceras con María Lasso de la Vega y Mendoza, también llamada María Pacheco y Mendoza, hija de Luis Lasso de la Vega y Mendoza, II conde de Añover de Tormes, y de su segunda esposa, Mará Ana Magdalena Pacheco Este fue el único matrimonio del que tuvo sucesión.
Después de enviudar, María Pacheco y Mendoza logró la sucesión de ambos marquesados, el de Villanueva del Ariscal y el de Almonacir, para sus dos hijos. Pedro heredó el de Almonacir y Carlos el de Villanueva de Ariscal, que por real despacho del rey Felipe IV en 4 de septiembre de 1663, se convirtió en el nuevo estado de Almonacid de los Oteros, volviendo el señorío de Villanueva del Ariscal al ducado de Veragua para conciliar las disposiciones testamentarias de Leonor María Colón de Portugal sobre la continuidad del estado de Villanueva de Ariscal. A la muerte de Pedro, su hermano mayor, Carlos, que ya ostentaba el marquesado de Almonacid de los Oteros, sucedió en el marquesado de Almonacir. Según lo anterior, a Catalina de Alagón y Urrea, le sucedió un hijo del tercer matrimonio de su segundo esposo, Agustín de Homodei y Portugal, con María Pacheco y Mendoza:
- Pedro Homodei y Pacheco, IV marqués de Almonacir.[11]

Sin descendencia, sucedió su hermano:
- Carlos Manuel Homodei Lasso de la Vega y Pacheco (Madrid, 1654-Madrid, 16 de enero de 1725), V marqués de Almonacir,[11] II marqués de Almonacid de los Oteros («real despacho de Felipe III de 4 de septiembre de 1663 a solicitud de su madre para que continuase el título, y que se confirmó por resolución a consulta del consejo de la cámara de 6 de octubre de 1657»),[13] IV marqués de Castel-Rodrigo (iure uxoris), III marqués de la Piovera, conde de Lumiares, duque de Nochera, V conde de Pabías, embajador en Turín, comendador mayor de la Orden de Cristo y caballerizo mayor de la reina María Luisa Gabriela de Saboya.[11]

Casó en primeras nupcias, el 30 de noviembre de 1678, con Leonor de Moura Corterreal y Aragón, II duquesa de Nochera en Nápoles, IV marquesa de Castel-Rodrigo y condesa de Lumiares en Portugal, hija de Francisco de Moura y Corte Real Melo, I duque de Nochera en Nápoles, III marqués de Castelo Rodrigo y IV conde de Lumiares, y de su primera esposa, Ana María de Moncada y de la Cerda y viuda de Anelo de Guzmán y Moura. Contrajo un segundo matrimonio, siendo su segundo esposo, con Francisca María Manuela Fernández de Córdoba-Folch de Cardona (m. 30 de marzo de 1722), IV condesa de Casa Palma, viuda de Pedro Nicolás López de Ayala Velasco y Cárdenas, conde de Fuensalida.  Sin descendientes, le sucedió, un sobrino de su primera esposa, hijo de Gisberto Pío de Saboya y de Joana de Moura-Corterreal, V marquesa de Castel Rodrigo y III duquesa de Nochera:
- Francisco Pío de Saboya y Moura (1672-Madrid, 15 de septiembre de 1723),[17] VI marqués de Almonacir,[18] III marqués de Almonacid de los Oteros,[18] VI marqués de Castel-Rodrigo,[18] V conde de Lumiares,[18] IV duque de Nochera,[18] III príncipe de San Gregorio,[18] caballero de la Orden del Toisón de Oro[17] y gran cruz de la Orden de Carlos III (1771).[18]

Contrajo matrimonio con Juana Spínola de la Cerda y Colonna (1683-enero de 1738), hija de Felipe Antonio Spínola, IV marqués de los Balbases, y de María Isabel de la Cerda. Le sucedió su hijo:
- Gisberto Pío de Saboya y Spínola (m. 12 de enero de 1776),[20] VII marqués de Almonacir,[18] IV marqués de Almonacid de los Oteros,[18] VII marqués de Castel-Rodrigo,[18] VI conde de Lumiares,[18] V duque de Nochera y IV príncipe de San Gregorio.[18]

Casó en primeras nupcias en Madrid el 25 de junio de 1738 con María Teresa de la Cerda y Téllez-Girón y en segundas con Joaquina de Benavides y de la Cueva. Sin descendientes de ninguno de sus matrimonios, le sucedió su hermana:
- Isabel María Pío de Saboya y Spínola (Madrid, 1719-Alicante, 8 de mayo de 1799),[21] VIII marquesa de Almonacir, V marquesa de Almonacid de los Oteros,[18][22] VIII marquesa de Castel-Rodrigo, VII condesa de Lumiares, VI duquesa de Nochera y III princesa San Gregorio.[18]

Se casó en primeras nupcias el 7 de octubre de 1736 con Manuel de Velasco y López de Ayala, XII conde de Fuensalida, VI conde de Colmenar de Oreja, VIII conde de Barajas y de conde de Casa Palma. Sin descendientes. Contrajo un segundo matrimonio, en Madrid el 21 de febrero de 1747, con Antonio José Valcárcel y Pérez Pastor, (m. diciembre de 1790). Le sucedió, de su segundo matrimonio, su hijo:
- Antonio Valcárcel Pío de Saboya y Moura (Alicante, 15 de marzo de 1748-Aranjuez, 14 de noviembre de 1808), IX marqués de Almonacir, VI marqués de Almonacid de los Oteros,[22][18] IX marqués de Castel-Rodrigo, VIII conde de Lumiares[22] y VII duque de Nochera.[18]

Casó el 13 de marzo de 1772 con María Tomasa Pascual de Pobil y Sannazar, hija del regidor de Alicante, Juan Pascual del Pobil y Rovira.  Le sucedió su hija:
- María de la Concepción Valcárcel y Pascual de Pobil (1774-.), X marquesa de Almonacir, VII marquesa de Almonacid de los Oteros,[18] XI marquesa de Castel-Rodrigo, X condesa de Lumiares y I princesa Pío de Saboya en Italia.[18]

Casó el 22 de agosto de 1794 en Valencia con Pascual Falcó de Belaochaga y Pujades, VII barón de Benifayó. Le sucedió su hijo:
- Juan Jacobo Falcó y Valcárcel (Valencia, 29 de enero de 1797-Bayona, 4 de noviembre de 1873), XI marqués de Almonacir, VIII marqués de Almonacid de los Oteros,[18] XIII marqués de Castel-Rodrigo, XII conde de Lumiares, VIII barón de Benifayó y príncipe Pío de Saboya.[18]

Casó en primeras nupcias con Carolina d'Adda y Khevenhüller-Metsch y en segundas con su cuñada María Anna d'Adda y Khevenhüller-Metsch. Le sucedió su hijo del primer matrimonio:
- Manuel Falcó y D'Adda (Milán, 26 de febrero de 1828-Aranjuez, 24 de mayo de 1892), XII marqués de Almonacir,[26] caballero de la Orden del Toisón de Oro, caballero de la Orden de Calatrava maestrante de Valencia[26] y embajador extraordinario y plenipotenciario en Francia.[27]

Casó el 14 de octubre de 1852 con María del Pilar Osorio y Gutiérrez de los Ríos (Madrid, 10 de diciembre de 1829-Chateau de Dave, Namur, Bélgica, 1 de septiembre de 1921), III duquesa de Fernán Núñez, VIII condesa de Cervellón, VI marquesa de la Mina, VIII marquesa de Castel-Moncayo, XX condesa de Siruela, XIII condesa de Barajas, VII duquesa de Montellano, V duquesa del Arco, XII marquesa de Alameda, marquesa de Castelnovo, VIII marquesa de Pons, marquesa de Plandogan, marquesa de Miranda de Anta, VI condesa de Frigiliana, condesa de Molina de Herrera, condesa de Montehermoso y IX condesa de Puertollano. Fue dama de las reinas Isabel II, María de las Mercedes y María Cristina. Sucedió su hijo en 1909:
- Manuel Falcó y Osorio (Dave, Namur, 1856-Madrid, 8 de mayo de 1927), XIII marqués de Almonacir,[36] IV duque de Fernán Núñez,[37] IX conde de Cervellón, VII marqués de la Mina[32] XIV conde de Barajas,[35] y XIII marqués de Alameda. Fue ministro, senador, caballero de la Orden del Toisón de Oro, mayordomo mayor y embajador en Viena y en Berlín.[38]

Casó el 25 de junio de 1896 con Silvia Álvarez de Toledo y Gutiérrez de la Concha, IV duquesa de Bivona (título español), grande de España y III condesa de Xiquena, hija de José María Álvarez de Toledo y Acuña, II duque de Bivona, y de su esposa Jacinta Gutiérrez de la Concha y Fernández de Luco. Le sucedió su hijo en 1928:
- Manuel Falcó y Álvarez de Toledo (Madrid, 1896-8 de diciembre de 1936), XIV marqués de Almonacir, V duque de Fernán Núñez,[38] X conde de Cervellón,[38] V duque de Bivona,[40] VIII marqués de la Mina,[32] XIV marqués de Alameda, IV conde de Xiquena[41][42] y otros títulos.

Casó con Mercedes Anchorena y Uriburu (m. 4 de abril de 1988). Le sucedió su hijo:
- Manuel Falcó y Anchorena (n. Madrid, 18 de octubre de 1936), XV marqués de Almonacir,[43] XII marqués de Almonacid de los Oteros,[43][44] VI duque de Fernán Núñez,[38] XI conde de Cervellón,[31] V duque de Bivona,[40] IX marqués de la Mina,[32] XVI conde de Barajas,[35] XV marqués de Alameda,[43]  XI marqués de Castelnovo,[43] XVI marqués de Miranda de Anta,[43] XVII conde de Anna,[43] XV conde de Molina de Herrera,[43] XI conde de Montehermoso,[43] XIII conde de Pezuela de las Torres,[43] XI conde de Puertollano,[43] XII conde de Saldueña,[43] señor de la Higuera de Vargas,[45] VII duque del Arco[46] y V conde de Xiquena.

Casado el 29 de mayo de 1986 con María Cristina Ligués y Creus. Padres de Manuel Fernando (n. Madrid, 23 de junio de 1987) y de Cristina Falcó y Ligués (n. Madrid, 12 de julio de 1988).